# Molí i serradora de Ca l'Ambrós
El Molí i serradora de Ca l'Ambrós és una obra de Navès (Solsonès) inclosa a l'Inventari del Patrimoni Arquitectònic de Catalunya.

## Descripció
A pocs metres de l'Ecomuseu de la Vall d'Ora es troba el molí de Ca l'Ambròs. Es tracta d'un conjunt arquitectònic aïllat format pel molí, la serradora i també disposava d'un forn de pa. L'edifici principal consta de dos cossos quadrangulars adossats per un dels extrems amb planta baixa i un pis i cobertes a doble vessant. A la planta baixa hi ha el molí fariner amb dues moles, i al pis està l'habitatge. Les parets són de paredat amb restes d'arrebossat i als angles hi ha carreus més grans i escairats. El cos més petit i més baix té a la façana principal un porxo amb coberta a una vessant que arrenca sota el primer pis. En aquest cos les finestres de la planta baixa i del pis són rectangulars i de diferent mida amb emmarcament de pedra. El cos més gran i més alt té al pis una galeria i al costat un balcó amb arc rebaixat a sardinell. A la planta baixa dels dos cossos trobem diferents portes: amb arc rebaixat a sardinell, amb llinda i la més gran d'arc de mig punt.
Un altre edifici del conjunt és la serradora, situada al costat del riu Aiguadora i del pont medieval. Es tracta d'un porxo format per dos cossos adossats en forma de L, amb dos nivells d'alçària i sostingut per pilars. El cos més gran té la coberta a doble vessant i el més petit, a una vessant. El perímetre del conjunt de la serradora queda delimitat per unes baranes de fusta.

## Història
Els molins hidràulics fariners són un referent de l'activitat econòmica i social del passat dels masos i nuclis rurals escampats entre el Berguedà i el Solsonès. Hi ha documentació del segle XII que ja parla de l'aprofitament de l'energia hidràulica per moure molins, serradores i ferreries a la Vall d'Ora mencionant els molendini accionats per la força del riu Aiguadora. També es troben altres molins fariners del riu Aiguadora com el de Cal Guirre, Can Feliu, el de Moscavera, el vell de Canaleta i el Nou de Postils. Sovint aquests molins tenien serradores i ferreries annexes.
Els molins de Cal Guirre i Ca l'Ambròs van deixar de funcionar a la dècada dels vuitanta del segle xx. Ca l'Ambròs, restaurat el 1995, forma part de l'Ecomuseu de la Vall d'Ora juntament amb l'antiga escola de la Vall (també coneguda com l'Estudi) i cal Guirre. Els dos molins es troben a una distància d'uns 500 metres seguint el riu d'Aiguadora compartint l'aigua del mateix rec i estan connectats a través del camí ral que anava de Cardona a Gósol, passant pel monestir de Sant Pere de Graudescales.